# Quimioterapia intraperitoneal
La quimioterapia intraperitoneal es una forma de administración de quimioterapia antineoplásica en la cavidad peritoneal con el fin de tratar tumores que nacen o se extienden mediante metástasis a dicha cavidad, entre ellos el cáncer epitelial del ovario, cáncer colorrectal, pseudomixoma peritoneal y cáncer gástrico. Su principal utilidad reside como tratamiento coadyuvante, o como profilaxis en aquellos tumores con alto riesgo de recidiva peritoneal tras la cirugía primaria. También se ha utilizado como tratamiento paliativo de ascitis malignas. Su objetivo es alcanzar concentraciones elevadas en peritoneo con menor toxicidad sistémica con el fin de eliminar focos micrometastásicos en peritoneo (se estima que la quimioterapia puede penetrar unos 2-3 mm). Se utilizan diferentes agentes antineoplásicos (cisplatino, oxaliplatino, paclitaxel, mitomicina c, gemcitabina, melphalan...) bien durante el procedimiento de citorreducción tumoral y habitualmente en condiciones de hipertermia, por lo que se denomina quimioterapia intraperitoneal hipertérmica (HIPEC). Su principal indicación aceptada hoy en día es como tratamiento adyuvante tras óptima citorredución en cáncer de ovario estadio III. Diferentes autores han estudiado la materia: P. Sugarbaker, Y. Yonemura, D. Elias... Su indicación en cáncer de colon y pseudomixoma peritoneal continúa siendo discutida, a pesar de los metaanálisis publicados.